# William J. Murnane
William Joseph Murnane (White Plains, 22 marzo 1945 – Memphis, 17 novembre 2000) è stato un egittologo statunitense, autore di numerose monografie sull'antico Egitto.
Ha ricoperto l'incarico di direttore del "Great Hypostyle Hall Project" presso il complesso templare di Karnak. Era inoltre ricercatore associato e titolare di una cattedra Dunavant presso il dipartimento di storia dell'università di Memphis. Numerose sue monografie accademiche sono utilizzate quali testi di riferimento da storici e filologi; ha tuttavia scritto anche testi più accessibili che lo hanno reso noto ad un più ampio pubblico di lettori non specialisti

## Biografia
Murnane nacque a White Plains, nello stato di New York, nel 1945. Venne portato all'età di 18 mesi in Venezuela dove i genitori si erano trasferiti per ragioni di lavoro. Ritornò negli Usa all'età di 13 anni, frequentando il Saint Anselm College di Goffstown in New Hampshire. Ottenne il suo bachelor nel 1966. Nel 1972 si unì al gruppo di ricercatori della Epigraphic Survey of the Oriental Institute dell'università di Chicago, dislocati nella cosiddetta Chicago House a Luxor, in Egitto. Conseguì nel 1973 il dottorato, con una tesi sulle coreggenze dell'Antico Egitto. Continuò la sua attività epigrafica, documentando testi ed raffigurazioni dei principali templi di Karnak e Luxor (tra questi il tempio di Medinet Habu ed il tempio di Khonsu). In collaborazione con Charles van Siclen, localizzò e trascrisse i testi della capitale di Akhenaten, pubblicandoli in uno studio del 1993 intitolato "The Boundary Stelae of Akhenaten". Contribuì inoltre con traduzioni e commentari alle pubblicazioni prodotte dall'Oriental Institute.
Rimase a Luxor fino al 1986, quando venne nominato professore associato di egittologia presso l'Università della California - Berkeley. L'anno successivo venne assunto dalla Memphis State University (chiamata in seguito University of Memphis) nel dipartimento di storia, venendo nominato professore ordinario nel 1994. Ha fatto parte del collegio editoriale di diverse riviste specialistiche, tra le quali il Journal of the American Research Center in Egypt ed il Journal of Egyptian Archaeology. Per oltre 20 anni è stato direttore del "Great Hypostyle Hall Project" presso il complesso templare di Karnak, che si prefigge la mappatura completa dei testi e delle raffigurazioni di uno dei siti più visitati al mondo.